# Vitellariopsis
Vitellariopsis är ett släkte av tvåhjärtbladiga växter. Vitellariopsis ingår i familjen Sapotaceae.
Kladogram enligt Catalogue of Life:
| Vitellariopsis | \| \| Vitellariopsis cuneata \| \| \| \| \| \| Vitellariopsis dispar \| \| \| \| \| \| Vitellariopsis ferruginea \| \| \| \| \| \| Vitellariopsis kirkii \| \| \| \| \| \| Vitellariopsis marginata \| \| \| \| |
|                | \| \| Vitellariopsis cuneata \| \| \| \| \| \| Vitellariopsis dispar \| \| \| \| \| \| Vitellariopsis ferruginea \| \| \| \| \| \| Vitellariopsis kirkii \| \| \| \| \| \| Vitellariopsis marginata \| \| \| \| |
|                | Vitellariopsis cuneata |
|                | |
|                | Vitellariopsis dispar |
|                | |
|                | Vitellariopsis ferruginea |
|                | |
|                | Vitellariopsis kirkii |
|                | |
|                | Vitellariopsis marginata |
|                | |